# Kalinik (Aleksandridis)
Kalinik, imię świeckie Simeon Aleksandridis (gr. Συμεών Αλεξανδρίδης; ur. 21 czerwca 1926 w Stambule, zm. 3 sierpnia 2014 tamże) – grecki biskup prawosławny służący w jurysdykcji Patriarchatu Konstantynopolitańskiego.

## Życiorys
Ukończył szkołę teologiczną Patriarchatu Konstantynopolitańskiego na wyspie Chalki w 1949. W tym samym roku został postrzyżony na mnicha, a następnie wyświęcony na hierodiakona. Zarówno postrzyżyn, jak i święceń, udzielił mu metropolita Cezarei Kalinik. W latach 1949–1958 służył jako archidiakon w metropolii Prinkipo, w latach 1958–1964 był III diakonem, natomiast od 1964 do 1970 – II diakonem w patriarszej katedrze św. Jerzego. W latach 1966–1968 studiował w Rzymie historię Kościoła.
26 listopada 1970 został nominowany na metropolitę tytularnego Listry. Święceń kapłańskich udzielił mu dwa dni później metropolita Nowej Cezarei Chryzostom. Jego chirotonia biskupia miała miejsce 6 grudnia tego samego roku pod przewodnictwem metropolity Nowej Cezarei Chryzostoma w asyście metropolity Irinopolis Symeona oraz metropolity sozopolskiego Agapiusza. Od 1972 był wielkim protosynglem Patriarchatu Konstantynopolitańskiego. Od 1976 do 1979 był ordynariuszem metropolii Listry. Od 1979 do 1985 był metropolitą Prinkipo. Następnie powrócił na katedrę Listry i pozostawał na niej do śmierci.